# Hadiya Khalaf Abbas
Pour les articles homonymes, voir Abbas.
Hadiya Khalaf Abbas (en arabe : هدیة خلف عباس), née en 1958 dans le gouvernorat de Deir ez-Zor et morte le 13 novembre 2021, est une femme politique syrienne, présidente de l'Assemblée du peuple de juin 2016 à juillet 2017. C'est la seule femme à avoir occupé le poste.
Le 20 juillet 2017, le Parlement syrien publie une résolution démettant Abbas de son poste de présidente, à la majorité des voix des députés.